# Chiesa di San Basso (Cupra Marittima)
La chiesa di San Basso è la parrocchiale di Cupra Marittima, in provincia di Ascoli Piceno e diocesi di San Benedetto del Tronto-Ripatransone-Montalto; fa parte della vicaria della Madonna di San Giovanni.

## Storia
Il cristianesimo fu introdotto in questa zona già durante il Basso Impero, tanto che proprio a Cupra nel 304 venne decapitato san Benedetto Martire; nel VI secolo, con il trasferimento in paese delle reliquie di san Basso Vescovo, nacque l'originaria pieve a lui dedicata.
La nuova chiesa romanica venne edificata presumibilmente tra l'VIII e il X secolo da monaci benedettini provenienti dall'abbazia di Farfa.
Nel Basso Medioevo, con la crescita d'importanza del borgo fortificato di Marano, le attività pastorali furono traslate nella chiesa di Santa Maria in Castello.
La nuova chiesa di San Basso fu edificata nel 1238; alcuni secoli dopo, nel Settecento, questo luogo di culto venne rimaneggiato e conseguentemente riconsacrato dal vescovo di Ripatransone Francesco Andrea Correa, mentre il 5 marzo 1817 papa Pio VIII ne decretò l'erezione a collegiata.
Tuttavia, alla fine dell'Ottocento questa chiesa venne demolita in seguito all'apertura della nuova parrocchiale parimenti dedicata, costruita su progetto dell'architetto Virginio Vespignani e consacrata il 30 ottobre 1887 dal vescovo Giuseppe Ceppetelli.
Tra il 2009 e il 2013 ampi interventi di restauro interessarono la chiesa, che fu contestualmente oggetto dell'adeguamento liturgico mediante l'aggiunta dell'ambone e dell'altare rivolto verso l'assemblea.

## Descrizione

### Esterno
La facciata a salienti della chiesa, rivolta a oriente e scandita da paraste, si compone di tre corpi: quello centrale, più alto e coronato dal timpano, presenta centralmente il portale d'ingresso, sormontato da un frontoncino e inscritto in un arco a tutto sesto, mentre le due ali laterali sono caratterizzate dagli ingressi secondari e da due oculi.
Annesso alla parrocchiale è il campanile a base quadrata, la cui cella presenta su ogni lato una monofora a tutto sesto ed è coronata dalla cupola poggiante sul tamburo.

### Interno

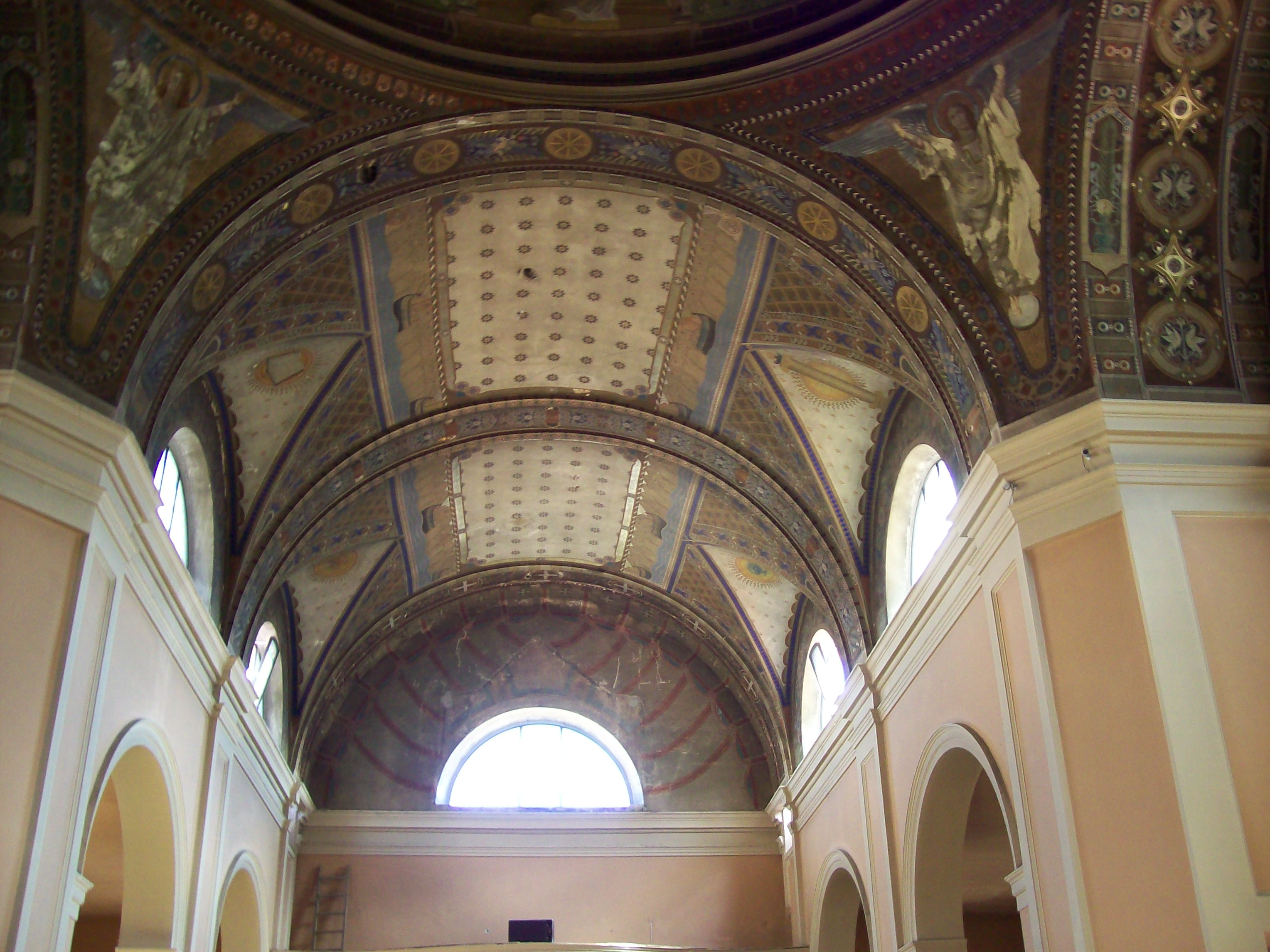
La volta della navata centrale

L'interno dell'edificio, la cui pianta è a croce latina con transetto, si compone di tre navate, separate da pilastri abbelliti da paraste e sorreggenti degli archi a tutto sesto sopra i quali corre la trabeazione aggettante e modanata su cui si imposta la volta a botte lunettata; al termine dell'aula si sviluppa il presbiterio, rialzato di alcuni gradini e chiuso dall'abside di forma semicircolare.
Qui sono conservate diverse opere di pregio, tra le quali gli affreschi della volta, eseguiti da Giuseppe Pauri negli anni trenta, e il trittico raffigurante la Madonna adorante il Bambino con i santi Basso e Sebastiano, dipinto da Vittore Crivelli attorno al 1493-95.